# 尚德伊
尚德伊（法語：Champdeuil，法語發音：[ʃɑ̃dœj] ⓘ）是法国塞纳-马恩省的一个市镇，属于默伦区。

## 地理
尚德伊（48°37'14"N, 2°43'50"E）面积3.97 平方千米，位于法国法蘭西島大區塞纳-马恩省，该省份为法国北部内陆省份，北起瓦兹省，西接埃松省、马恩河谷省、塞纳-圣但尼省和瓦兹河谷省，南至卢瓦雷省，东南接约讷省，东临马恩省和奥布省，东北接埃纳省。
与尚德伊接壤的市镇（或旧市镇、城区）包括：克里斯努瓦、布里地区苏瓦尼奥勒、耶布勒、利西。

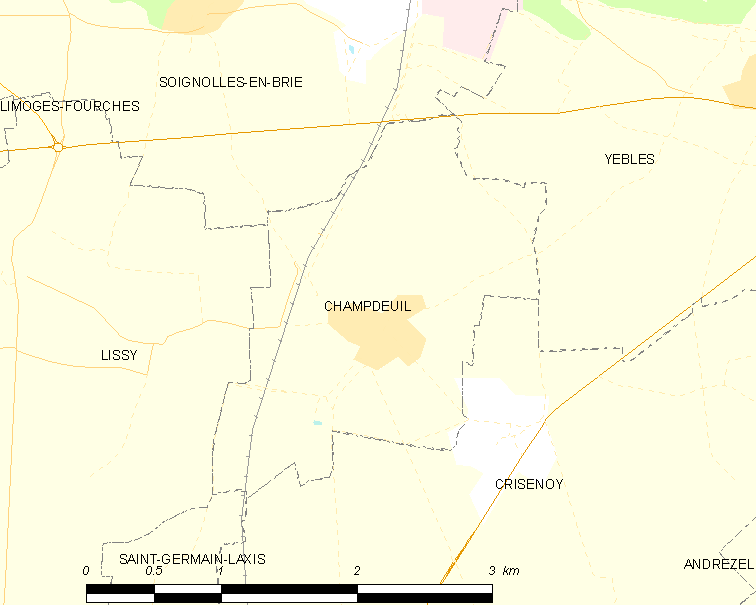
尚德伊的OSM定位图

尚德伊的时区为UTC+01:00、UTC+02:00（夏令时）。

## 行政
尚德伊的邮政编码为77390，INSEE市镇编码为77081。

## 政治
尚德伊所属的省级选区为楠日县。

## 人口

1962-2008年间尚德伊人口变化图示

尚德伊于2022年1月1日时的人口数量为735人。